# حميد عبد القادر
حميد عبد القادر روائي جزائري يكتب باللغتين العربية و الفرنسية، له مؤلفات في الرواية و الأدب و التاريخ الجزائري المعاصر.
ولد الأديب الجزائري عام 1967، في عين البنيان غرب العاصمة . وهو خريج معهد الإعلام و العلوم السياسية- جامعة الجزائر وهو حاليا صحفي وأستاذ مدرس في نفس الكلية. عمل في الإعلام والصحافة منذ نهاية الثمانينات، كرئيس الركن الثقافي ليومية جريدة الخبر الجزائرية  . نال جائزة “الخبر” الدولية “عمر أورتيلان” لحرية الصحافة، بمناسبة اليوم العالمي لحرية الصحافة.

## مؤلفاته الروائية
- الانزلاق (رواية) صدرت في 1998
- مرايا الخوف (رواية)
- حكايات مقهى ملاكوف (رواية)
- توابل المدينة (رواية)
- أسفار الزمن البهي (مجموعة مقالات في الادب و الثقافة)

## مؤلفاته التاريخية
- فرحات عباس رجل الجمهورية
- الدكتور لمين دباغين المثقف و الثورة
- هواري بومدين.. رجل وثورة (1954-1962) (بالفرنسية)
- عبان رمضان : مرافعة من أجل الحقيقة
- مجموعة 22 (بالفرنسية)

## وصلات خارجية
- حميد عبد القادر: اغتالوا الثقافة وقضوا على البرجوازية فسادت مظاهر الفوضى - موقع صحيفة العرب
- جائزة “الخبر”عمر أورتيلان الدولية - حميد عبد القادر وسارة خرفي يتوجان بالطبعة الـ16 - موقع جريدة الخبر الجزائرية.
- الروائي حميد عبد القادر: تحيزت لقيم البرجوازية التي أظهرها أدب السبعينات كأنها «الشر المطلق»
- حميد عبد القادر بقلم  الاديب و الوزير عزالدين ميهوبي
- حوار صحيفة العرب مع الكاتب حميد عبد القادر
- حميد عبد القادر: أستقرئ المجتمع من زاوية التاريخ
- سـاعـة أولى مـع مـرايا الخـوف لحميد عبد القادر